# Платамон
Платамон (грец. Το Κάστρο του Πλαταμώνα) — замок-фортеця на півночі Греції.

## Розташування
Платамон — візантійська будівля X століття, розташована на південно-східному схилі гори Олімп. Замок-фортеця розташований на вході до Темпейської долини на кордоні Македонії і Фессалії і має стратегічне значення. Назва замку походить від назви пагорба та перекладається «камінь, відполірований морем», а за іншою версією вказує на велику кількість платанів в цьому районі.

## Історія
Замок побудований у візантійський період - орієнтовно VII - X ст н.е. Замок належав одному з ватажків Четвертого хрестового походу Боніфацію I Монферратському, який передав його ломбардському лицарю Роландо Піску, а той на старої фортеці в 1204 році почав будувати нову цитадель, а весь комплекс був витягнутий по вершині пагорба та мав форму багатокутника, посиленого баштами, розташованими по периметру.
В 1217 році  замок потрапив до володаря Епірського деспотату Феодора Комніна. Далі володарем замку став Михайл II Комніну Дуке, а в 1259 році Платамон перейшов  Михайла Палеолога.
В в 1346 році замок час використовувався як в’язниця, в якій утримувались повсталі проти імператора Іоана V Палеолога та регента Іоана IV Кантакузіна зелоти із Салоніки. В 1385 р. туркам вдалося захопити замок, але незабаром були вибиті з замку. Близько сотні з них були спалені. Опісля замком володіли венеційці, які прагнули контролювати прибережжя. У 1425 році турки здійснили невдалий штурм замку, а захоплених в полон турецьких військових сплили живцем. В 1427 році турки змогли захопити замок і володіли ним аж до Грецької революції. 
Грекам вдавалось захопити замок кілька разів у XIX столітті, але остаточно його вдалося звільнити під час Балканських воєн. У другій половині XIX століття, в замку мешкало лише 25 артилерійців з 5 гарматами (залишки з частини яких експонується) і було 16 будинків. Замок було пошкоджений грецькими кораблями в 1897 році.
У Другій світовій війні замок бомбардували німці, вибивши звідти загін новозеландців, який його утримував.

## Фортифікація
В замку простора зовнішня стіна замку у формі багатокутника, підсилена вежами, встановленими з нерівномірними інтервалами, валами та входом,  розташованим на південно-східній стороні, там же розташований зруйнований (барбакан).
Висота стін складє від 7,5 метрів до 9,5 м. з товщиною 1,2 - 2 метри. Між двома воротами головного входу була вежа, наразі пошкоджена.
В замку розташований Акрополь - незвичайна вежа з квадратним зовнішнім периметром та циклічним внутрішнім приміщенням. У вежі є купол візантійського типу.
Також на північно-східній стороні  замку розташована центральна вежа оборонної форми із восьмикутною формою довжиною кожної з сторін в 4,30 м, розміром до 18 метрів та товщиною стін 2 м, в'їзд якої з міркувань безпеки знаходився на висоті 3,45 метра від поверхні землі, з дерев’яним під’їздом. Внутрішньо вежа була структурована на чотири рівні: підвал, який також служив цистерною під час облоги, цокольний поверх, перший та другий поверхи. Дві вертикальні стіни, які починаються від підвалу і сягають приблизно другого поверху, ділять приміщення на чотири приміщення. Вежа датується XV століттям н.е. та схожа на подібні вежі в Салоніках (Біла вежа), Стамбулі, Румунії. 
В замку зберігалася церква СвятоїПараскеви (або одна з 5, яка існувала там раніше), яка під час турецької окупації була перетворена на мечеть.
Дослідження показують, що стіни замку постійно зміцнювались османами і збільшувались у висоту, переважно з південної сторони. Це пов'язано зокрема із загрозою піратів та збройних груп греків.

## Дослідження, використання
Розкопки 1995 р. виявили сліди елліністичної стіни IV ст. до н. е. Це підтверджує припущення, що на цьому місці розташовувалося древнє місто Іракліон.
Розкопки в середині замку виявили руїни трьох храмів, побудованих у візантійський період та відбудованих XVII століття, що вказує на існування невеликої християнської громади.
Замок відкритий для публіки щодня з 8:00 до 15:00, з вартістю входу - 3 €.

### Безкоштовний вхід
- 6 березня (на згадку про Меліну Меркурі);
- 18 квітня (Міжнародний день пам'ятників);
- 18 травня (Міжнародний день музеїв);
- Останні вихідні вересня щорічно (Дні європейської спадщини);
- 28 жовтня;
- Кожну першу неділю з 1 листопада по 31 березня.[9]

Замок Платамон і давньогрецький театр Діона є основними майданчиками фестивалю Олімп.

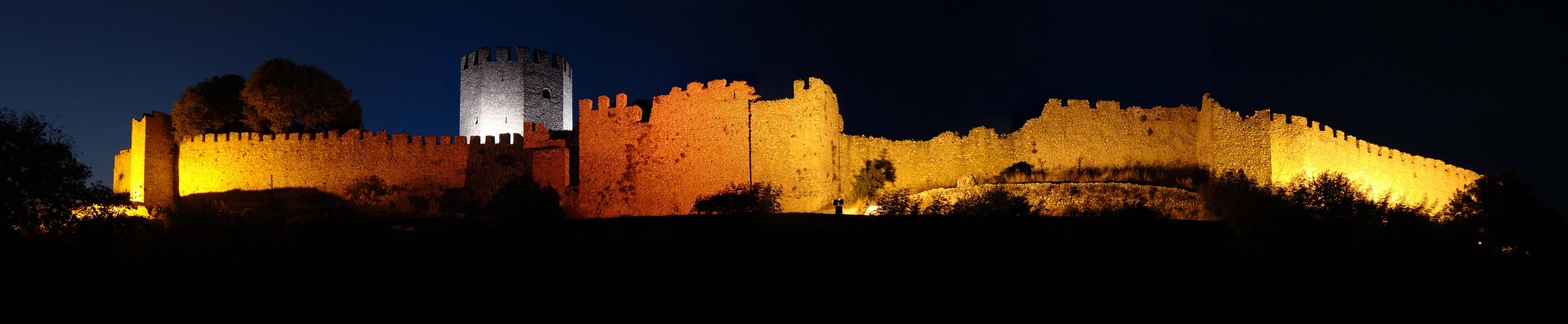
Фортеця Платамон вночі